# Kunitomo Ikkansai

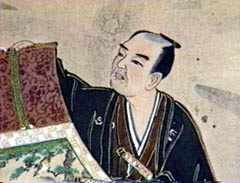
Kunitomo Ikkansai

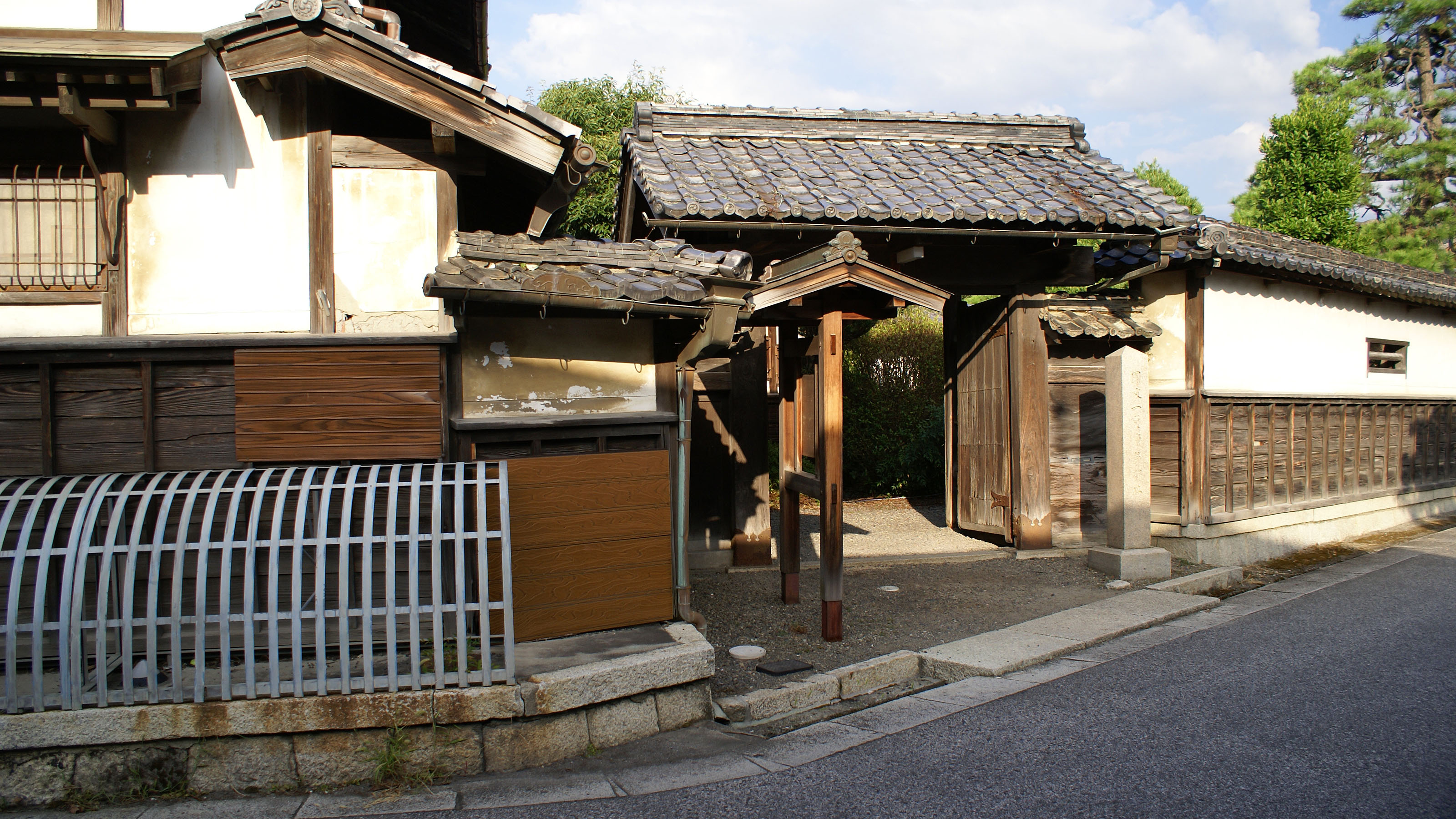
Kunitomos Wohnhaus in Nagahama

Kunitomo Ikkansai (jap. 国友 一貫斎; * 21. November 1778 in Kunitomo, Sakata-gun, Provinz Ōmi (heute: Nagahama, Präfektur Shiga); † 26. Dezember 1840) war ein japanischer Büchsenmacher und Erfinder der Edo-Zeit.
Ikkansai ist wie Tōbē (藤兵衛) oder Minryū (眠龍) ein Künstlername, wobei sein wirklicher Vorname Shigechika (重恭) war. Er entstammte einer Familie von offiziellen Büchsenmachern des Tokugawa-Shogunats. Wegen eines Streitfalls mit anderen Schmieden bzw. Büchsenmachern im Dorf ging er 1811 zur Klärung in die Hauptstadt Edo. Dort machte er Bekanntschaft mit dem Arzt Yamada Daien (山田 大円; 1765–1831), der ihm ein Luftgewehr der in Dejima lebenden Holländer zeigte. Dieses Wissen (Rangaku) übernehmend, begann er mit eigenen Entwicklung eines Luftgewehres, interessierte sich jedoch auch für andere holländische Waren und Kenntnisse. So konstruierte er mehrere Gregory-Teleskope. Diese besaßen eine Vergrößerung von 60 und ermöglichten ihm während einer 14-monatigen Beobachtungsphase von 1835 bis 1836 detaillierte Studien der Sonnenflecken sowie der Topografie des Mondes. Vier dieser Geräte sind bis heute erhalten geblieben.
Daneben erstellte er Entwürfe und Skizzen für Spezialspiegel, Eisenbögen, eine stetig brennende Öllampe, einen Füllfederhalter und 1830 für ein Luftschiff. Von historischer Bedeutung ist sein Handbuch über die Herstellung von kleinen und großen Schusswaffen (大小御鉄炮張立製作), das Einblick in das damals streng gehütete Handwerk gibt.
Der Asteroid (6100) Kunitomoikkansai wurde am 8. Dezember 1998 nach ihm benannt.

## Bilder

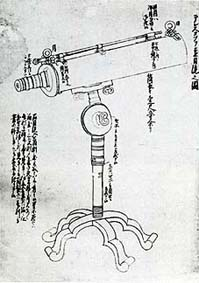
Kunitomos Gregory-Teleskop, 1831.
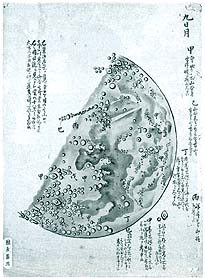
Beobachtung des Mondes durch Kunitomo, 1836.
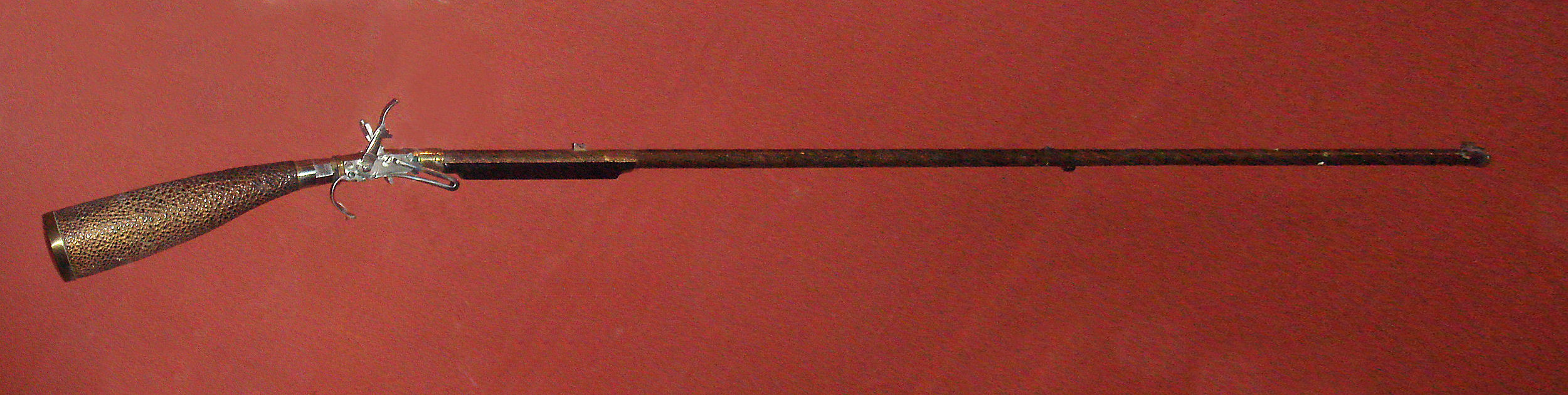
Luftgewehr entwickelt von Kunitomo, circa 1820–1830.
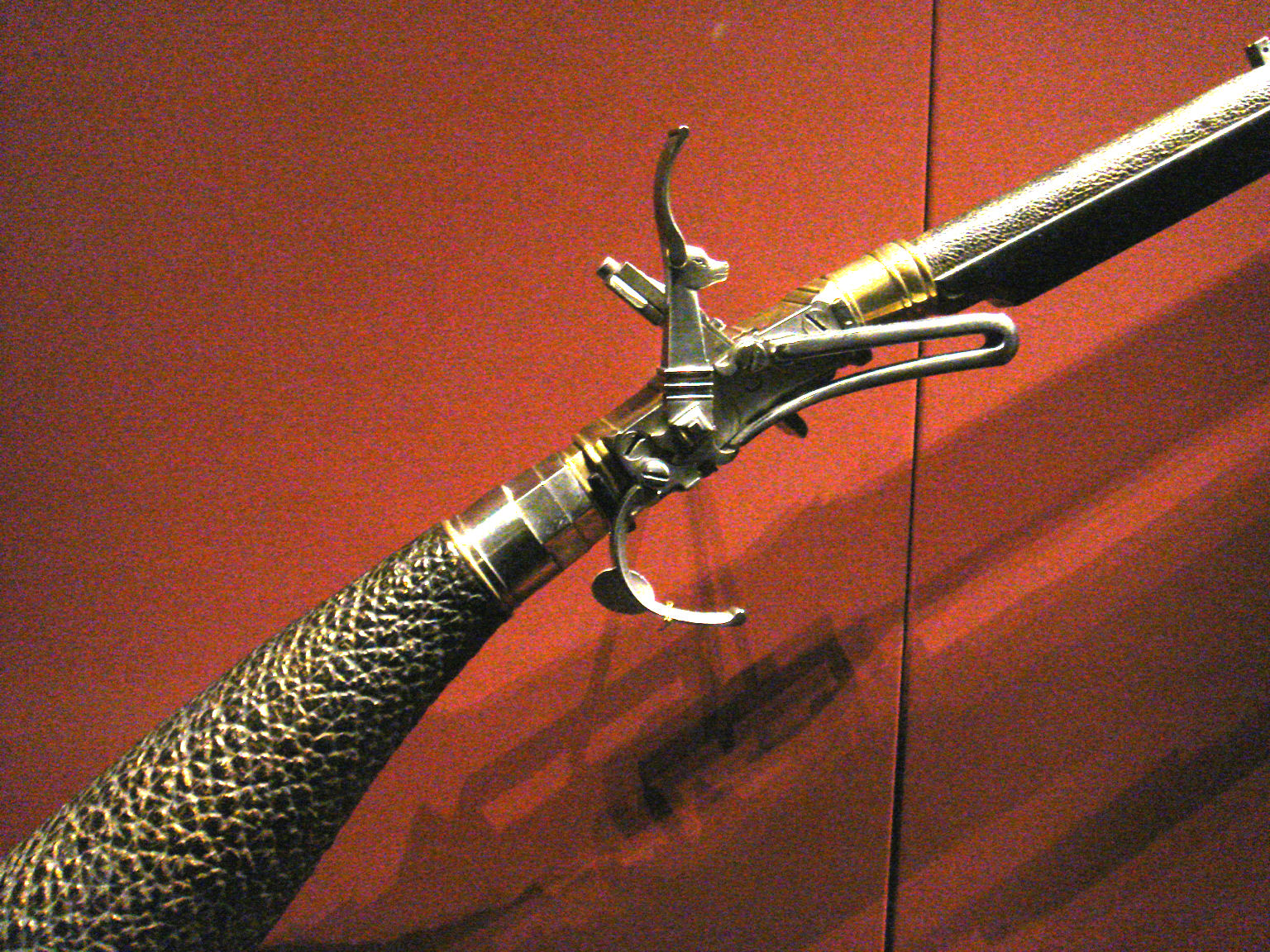
Abzugsmechanismus von Kunitomos Luftgewehr.